# Powiat Arbedo-Castione
Arbedo-Castione (wł. Circolo di Arbedo-Castione) – powiat w Szwajcarii, w kantonie Ticino, w okręgu Bellinzona. Siedziba administracyjna powiatu znajduje się w miejscowości Arbedo-Castione. 
Powiat składa się z dwóch gmin (comune) o powierzchni 31,49 km² i o liczbie mieszkańców 6 392.

## Gminy
| Nazwa gminy     | Powierzchnia km² | Liczba mieszkańców 31 grudnia 2021 |
| --------------- | ---------------- | ---------------------------------- |
| Arbedo-Castione | 21,39            | 5 042                              |
| Lumino          | 10,10            | 1 580                              |